# Hugues de Rouffignac
Pour les autres membres de la famille, voir Famille de Roffignac.
Hugues de Rouffignac, mort en 1460 à Sarlat, est un prélat français et évêque de Limoges et de Rieux au XVe siècle.

## Biographie
Fils de Raynald de Rouffignac, seigneur de Saint-Germain-les-Vergnes, et de Galienne de Cramaud, sœur du cardinal de Cramaud. 
Membre de l'ordre des bénédictins, Rouffignac est nommé évêque de Limoges le 16 mars 1418 par le pape Martin V, puis transféré en 1426 au siège de Rieux.
Il est décédé auprès de son neveu Bertrand de Rouffignac, évêque de Sarlat.